# Die Tudors
Die Tudors (Original: The Tudors) ist eine Fernsehserie mit historischem Hintergrund und vielen fiktionalen Elementen, die von dem britischen Drehbuchautor Michael Hirst erdacht und geschrieben wurde. Die Serie basiert frei auf den Ereignissen während der Regierungszeit des englischen Monarchen Heinrich VIII.

## Handlung

### 1. Staffel
England, 1518:
Nachdem sein Onkel, der englische Botschafter am Herzogshof in Urbino, durch einen Anschlag französischer Söldner brutal ermordet wird, will der junge englische König Henry VIII. Frankreich den Krieg erklären. Seine beiden Berater, Lordkanzler Kardinal Thomas Wolsey und der Humanist und Philosoph Thomas Morus jedoch überreden ihn, stattdessen einen Friedensvertrag mit Frankreich zu schließen, auch, weil Wolsey die französische Geistlichkeit braucht, um die nächste Papstwahl für sich zu entscheiden. Im Camp du Drap d’Or lernt er die junge Anne Boleyn kennen und verliebt sich in sie. Er ist seit Beginn seiner Regentschaft mit Katharina von Aragon verheiratet, die sechsmal schwanger war und von der er keinen überlebenden Sohn hat, lediglich eine Tochter, Mary. Henry fürchtet um die Dynastie der Tudors. Heinrich will die Ehe für nichtig erklären lassen, erhält jedoch das Einverständnis des Papstes nicht.

### 2. Staffel
Henry verfolgt 1532 noch immer seine Pläne, die Ehe mit Königin Katharina für nichtig erklären zu lassen. 1533 heiratet er trotz des fehlenden Dekrets seine Geliebte Anne Boleyn und verstößt Katharina. Doch Anne bringt ein Mädchen, Prinzessin Elizabeth, und zwei weitere tote Kinder zur Welt. Henrys Liebe zu Anne erlischt, und er lernt Jane Seymour kennen. Es baut sich eine Intrige um Anne auf, und Henry denkt, dass sie ihn mehrmals betrogen habe. Er lässt sie verhaften und in den Tower sperren. Inzwischen verbringt er Zeit mit der neuen Heiratskandidatin. In der letzten Episode der Staffel wird Anne enthauptet.

### 3. Staffel
1536 schließt Henry, mittlerweile etwas gealtert und geschwächt durch einen Unfall, eine neue Ehe, und zwar mit Jane Seymour. Sie wird erst nach einiger Zeit schwanger; alle kümmern sich liebevoll um die werdende Mutter. Henry holt seine Tochter Mary an den Hof und baut wieder eine Beziehung zu ihr auf. Inzwischen muss er auch mit einer Rebellion kämpfen, der Pilgerfahrt der Gnade, und schickt seinen besten Freund Charles Brandon auf das Schlachtfeld. Daraufhin verliert dessen Frau ihr Kind. Die Geburt von Henrys Kind verläuft mit Komplikationen, doch das Kind ist wohlauf, es ist ein Junge, der spätere König Eduard VI. Ganz England freut sich über den Thronfolger, doch Jane erkrankt am Kindbettfieber. Sie kann nicht gerettet werden und stirbt in Henrys Armen.
Henry ist depressiv geworden, seit seine geliebte Frau gestorben ist. Da sein Sohn eher schwach ist, will er noch einmal heiraten. In ganz Europa wird nach einer passenden Frau für ihn gesucht, doch niemand möchte etwas mit dem blutrünstigen König zu tun haben. Dann sieht Henry das Bild von Anna von Kleve, er verliebt sich in ihr Porträt, doch als seine neue Braut unter seine Augen tritt, ist er entsetzt. Sie sieht seiner Meinung nach aus wie ein Pferd. Nach sieben Monaten Ehe erfolgt die Scheidung.
Die 17-jährige Catherine Howard kommt an den Hof, und Heinrich verliebt sich in sie.

### 4. Staffel
1540: Henry, mittlerweile sehr gealtert, stellt dem Hof seine neue Frau vor, Catherine Howard. Er überhäuft das Mädchen mit Geschenken und lässt sie bei Festen tanzen. Nur seine bereits über 20-jährige Tochter Mary hat ein großes Problem mit ihrer fünften Stiefmutter. Catherine wird es bald zu viel mit dem knapp 50-jährigen Henry, und sie beginnt eine Affäre mit dem Kammerherrn Thomas Culpeper, der nur wenig älter als sie selbst ist. Doch alles fliegt auf. Catherine, ihr ehemaliger Liebhaber Francis Dereham und Thomas werden festgenommen. Alle drei werden hingerichtet.
Wenig später entdeckt Henry die verwitwete Catherine Parr an seinem Hof, sie wird trotz ihrer Abneigung hinsichtlich einer neuen Ehe seine Frau. Sie bringt Henry seinen Kindern näher, sodass sie alle zumindest teilweise als Familie leben. Henry erfährt vom Tod seines besten Freundes Charles Brandon und ist erschüttert. Er erkennt, dass er selbst bald sterben wird, und schickt Catherine und seine Kinder weg von Whitehall Palace. Er sieht die Geister seiner verstorbenen Frauen, als letztes kommt seine geliebte Jane, die ihm voller Trauer mitteilt, dass ihr einziger Sohn nicht lange leben wird.
In der letzten Szene steht Henry in einem Saal vor einem verhüllten Bild. Er enthüllt es und sieht sich selbst auf dem Bild, in voller Pracht. Er schaut das Bild kurz an, geht aus dem Bild und sagt Hans Holbein, seinem Hofmaler, er habe gute Arbeit geleistet.

## Produktion und Ausstrahlungen
Die Serie wurde von Peace Arch Entertainment für Showtime in Zusammenarbeit mit Reveille Eire (Irland), Working Title Films (Vereinigtes Königreich) und Canadian Broadcasting Corporation (Kanada) produziert. Gefilmt wurde die Serie in Irland. Die ersten beiden Episoden wurden vor der eigentlichen Premiere auf Showtime bei DirecTV, Time Warner Cable OnDemand, Netflix, Verizon FiOS On Demand, Internet Movie Database und auf der Webseite der Serie gezeigt.
Am 11. April 2007 hatte die Serie Premiere auf Showtime. Im April 2007 wurde eine zweite Staffel genehmigt und noch im selben Monat verkündete die BBC, dass sie die exklusiven Ausstrahlungsrechte für Großbritannien erworben hatte. Die Staffel wurde ab dem 5. Oktober 2007 gesendet. Auf der CBC von Kanada wurde die Staffel ab dem 2. Oktober 2007 gezeigt. Die erste Staffel wurde im April 2008 auf dem digitalen Kanal der CBC Bold wiederholt. Die im irischen Dublin gedrehte vierte und letzte Staffel wurde in den USA erstmals vom 11. April 2010 bis 20. Juni 2010 ausgestrahlt.
Die deutsche Erstausstrahlung aller vier Staffeln erfolgte durch ProSieben. Die Ausstrahlung der einzelnen Staffeln begann am 7. Juni 2008, am 27. Dezember 2008, am 28. Dezember 2009 und am 22. Dezember 2010. Die vierte und letzte Staffel wurde dabei in Form von fünf Doppelfolgen gesendet.

## Episodenliste
| Nr. |      | Originaltitel           | Deutscher Titel | Erstausstrahlung | Deutsche Erstausstrahlung |
| --- | ---- | ----------------------- | --------------- | ---------------- | ------------------------- |
| 1.  | 1x01 | In Cold Blood           | Episode 1       | 1. April 2007    | 7. Juni 2008              |
| 2.  | 1x02 | Simply Henry            | Episode 2       | 8. April 2007    | 7. Juni 2008              |
| 3.  | 1x03 | Wolsey, Wolsey, Wolsey! | Episode 3       | 15. April 2007   | 7. Juni 2008              |
| 4.  | 1x04 | His Majesty, The King   | Episode 4       | 22. April 2007   | 14. Juni 2008             |
| 5.  | 1x05 | Arise, My Lord          | Episode 5       | 29. April 2007   | 14. Juni 2008             |
| 6.  | 1x06 | True Love               | Episode 6       | 6. Mai 2007      | 14. Juni 2008             |
| 7.  | 1x07 | Message to the Emperor  | Episode 7       | 13. Mai 2007     | 21. Juni 2008             |
| 8.  | 1x08 | Truth and Justice       | Episode 8       | 20. Mai 2007     | 21. Juni 2008             |
| 9.  | 1x09 | Look to God First       | Episode 9       | 3. Juni 2007     | 28. Juni 2008             |
| 10. | 1x10 | The Death of Wolsey     | Episode 10      | 10. Juni 2007    | 28. Juni 2008             |

| Nr. |      | Originaltitel           | Deutscher Titel | Erstausstrahlung | Deutsche Erstausstrahlung |
| --- | ---- | ----------------------- | --------------- | ---------------- | ------------------------- |
| 11. | 2x01 | Everything Is Beautiful | Episode 1       | 30. März 2008    | 27. Dezember 2008         |
| 12. | 2x02 | Tears of Blood          | Episode 2       | 6. April 2008    | 27. Dezember 2008         |
| 13. | 2x03 | Checkmate               | Episode 3       | 13. April 2008   | 27. Dezember 2008         |
| 14. | 2x04 | The Act of Succession   | Episode 4       | 20. April 2008   | 3. Januar 2009            |
| 15. | 2x05 | His Majesty’s Pleasure  | Episode 5       | 27. April 2008   | 3. Januar 2009            |
| 16. | 2x06 | The Definition of Love  | Episode 6       | 4. Mai 2008      | 7. Januar 2009            |
| 17. | 2x07 | Matters of State        | Episode 7       | 11. Mai 2008     | 7. Januar 2009            |
| 18. | 2x08 | Lady in Waiting         | Episode 8       | 18. Mai 2008     | 10. Januar 2009           |
| 19. | 2x09 | The Act of Treason      | Episode 9       | 25. Mai 2008     | 10. Januar 2009           |
| 20. | 2x10 | Destiny and Fortune     | Episode 10      | 1. Juni 2008     | 10. Januar 2009           |

| Nr. |      | Originaltitel               | Deutscher Titel | Erstausstrahlung | Deutsche Erstausstrahlung |
| --- | ---- | --------------------------- | --------------- | ---------------- | ------------------------- |
| 21. | 3x01 | Civil Unrest                | Episode 1       | 5. April 2009    | 28. Dezember 2009         |
| 22. | 3x02 | The Northern Uprising       | Episode 2       | 12. April 2009   | 28. Dezember 2009         |
| 23. | 3x03 | Dissension and Punishment   | Episode 3       | 19. April 2009   | 30. Dezember 2009         |
| 24. | 3x04 | The Death of a Queen        | Episode 4       | 26. April 2009   | 30. Dezember 2009         |
| 25. | 3x05 | Problems in the Reformation | Episode 5       | 3. Mai 2009      | 4. Januar 2010            |
| 26. | 3x06 | Search for a New Queen      | Episode 6       | 10. Mai 2009     | 4. Januar 2010            |
| 27. | 3x07 | Protestant Anne of Cleves   | Episode 7       | 17. Mai 2009     | 6. Januar 2010            |
| 28. | 3x08 | The Undoing of Cromwell     | Episode 8       | 24. Mai 2009     | 6. Januar 2010            |

| Nr. |      | Originaltitel            | Deutscher Titel | Erstausstrahlung | Deutsche Erstausstrahlung |
| --- | ---- | ------------------------ | --------------- | ---------------- | ------------------------- |
| 29. | 4x01 | Moment of Nostalgia      | Episode 1       | 11. April 2010   | 22. Dezember 2010         |
| 30. | 4x02 | Sister                   | Episode 2       | 18. April 2010   | 22. Dezember 2010         |
| 31. | 4x03 | Something For You        | Episode 3       | 25. April 2010   | 27. Dezember 2010         |
| 32. | 4x04 | Natural Ally             | Episode 4       | 2. Mai 2010      | 27. Dezember 2010         |
| 33. | 4x05 | Bottom of the Pot        | Episode 5       | 9. Mai 2010      | 29. Dezember 2010         |
| 34. | 4x06 | You Have My Permission   | Episode 6       | 16. Mai 2010     | 29. Dezember 2010         |
| 35. | 4x07 | Sixth and the Final Wife | Episode 7       | 23. Mai 2010     | 3. Januar 2011            |
| 36. | 4x08 | As It Should Be          | Episode 8       | 6. Juni 2010     | 3. Januar 2011            |
| 37. | 4x09 | Secrets of the Heart     | Episode 9       | 13. Juni 2010    | 5. Januar 2011            |
| 38. | 4x10 | Death of a Monarchy      | Episode 10      | 20. Juni 2010    | 5. Januar 2011            |

## Besetzung und Synchronisation
Die deutsche Synchronisation entstand nach einem Dialogbuch von Cornelius Frommann, Benedikt Rabanus und Evelyn Köstle und unter der Dialogregie von Peter Woratz durch die Synchronfirma Scalamedia GmbH in München.
| Rolle (Link: historische Person) | Darsteller                                 | Staffel  | Synchronsprecher     |
| -------------------------------- | ------------------------------------------ | -------- | -------------------- |
| Henry VIII.                      | Jonathan Rhys Meyers                       | 1 – 4    | Norman Matt          |
| Charles Brandon                  | Henry Cavill                               | 1 – 4    | Stefan Günther       |
| Eustace Chapuys                  | Anthony Brophy                             | 1 – 4    | Enrique Ugarte       |
| Thomas Cromwell                  | James Frain                                | 1 – 3    | Ole Pfennig          |
| Maria I.                         | Bláthnaid McKeown Sarah Bolger             | 1 2 – 4  | Laura Maire          |
| Anne Boleyn                      | Natalie Dormer                             | 1 – 2, 4 | Marieke Oeffinger    |
| Edward Seymour                   | Max Brown                                  | 2 – 4    | Patrick Schröder     |
| Thomas Boleyn                    | Nick Dunning                               | 1 – 2    | Claus Brockmeyer     |
| Katharina von Aragon             | Maria Doyle Kennedy                        | 1 – 2, 4 | Elena Alvarez        |
| Bischof Gardiner                 | Simon Ward                                 | 3 – 4    | Berno von Cramm      |
| Botschafter Mendoza              | Declan Conlon                              | 1 – 3    | Ricardo Eche         |
| George Boleyn                    | Pádraic Delaney                            | 1 – 2    | Benedikt Gutjan      |
| Thomas Morus                     | Jeremy Northam                             | 1 – 2    | Marcus Off           |
| Margaret Bryan                   | Jane Brennan                               | 2 – 3, 4 | Christina Hoeltel    |
| Thomas Wyatt                     | Jamie Thomas King                          | 1 – 2    | Johannes Raspe       |
| Jane Boleyn                      | Joanne King                                | 2 – 4    | Farina Brock         |
| Kardinal Campeggio               | John Kavanagh                              | 1 – 2    | Osman Ragheb         |
| Kardinal Thomas Wolsey           | Sam Neill                                  | 1        | Wolfgang Condrus     |
| Sir Anthony Knivert              | Callum Blue                                | 1        | Manou Lubowski       |
| Duke of Norfolk                  | Henry Czerny                               | 1        | Crock Krumbiegel     |
| Duke of Buckingham               | Steven Waddington                          | 1        | Michael Lott         |
| Thomas Cranmer                   | Hans Matheson                              | 2        | Tobias Lelle         |
| Henry Howard                     | David O’Hara                               | 4        | Martin Umbach        |
| Bischof Fisher                   | Bosco Hogan                                | 1 – 2    | Erich Ludwig         |
| Sir Francis Bryan                | Alan van Sprang                            | 3        | Alexander Brem       |
| Elizabeth I.                     | Kate Duggan Claire MacCauley Laoise Murray | 2 3 4    | Liv Wagener          |
| Thomas Culpeper                  | Torrance Coombs                            | 4        | Manuel Straube       |
| Papst Paul III.                  | Peter O’Toole                              | 2        | Jürgen Thormann      |
| William Compton                  | Kristen Holden-Ried                        | 1        | Philipp Brammer      |
| Catherine Howard                 | Tamzin Merchant                            | 3 – 4    | Gabrielle Pietermann |
| Margaret Tudor                   | Gabrielle Anwar                            | 1        | Claudia Lössl        |
| Mary Boleyn                      | Perdita Weeks                              | 1 – 2    | Maren Rainer         |
| Edward VI.                       | Eoin Murtagh                               | 4        | Giuliano Ceraolo     |
| Charles de Marillac              | Lothaire Bluteau                           | 4        | Jean-Yves de Groote  |
| Anna von Kleve                   | Joss Stone                                 | 3 – 4    | Sabine Gutberlet     |
| Catherine Parr                   | Joely Richardson                           | 4        | Carin C. Tietze      |
| Franz I.                         | Emmanuel Leconte                           | 1 – 2    |                      |
| Jane Seymour                     | Anita Briem Annabelle Wallis               | 2 3, 4   | Shandra Schadt       |
| Catherine Brandon                | Rebekah Wainwright Marcella Plunkett       | 1 – 3 4  | Stephanie Kellner    |
| Otto von Waldburg                | Max von Sydow                              | 3        | Reinhard Glemnitz    |
| Erzbischof Warham                | Philip O’Sullivan                          | 1 – 2    | Norbert Gastell      |
| Robert Aske                      | Gerard McSorley                            | 3        | Walter von Hauff     |
| Sir John Hutton                  | Roger Ashton-Griffiths                     | 3        | Kai Taschner         |
| Philipp der Streitbare           | Colin O’Donoghue                           | 3        | Manuel Straube       |
| Lord Thomas Darcy                | Colm Wilkinson                             | 3 – 4    | Klaus Guth           |
| Thomas Tallis                    | Joe Van Moyland                            | 1        | Johannes Wolko       |

## Soundtrack
Zu jeder Staffel ist ein Soundtrack mit der von Trevor Morris komponierten Musik veröffentlicht worden. 
| Nr.         | Titel                            | Länge |
| ----------- | -------------------------------- | ----- |
| 1.          | The Tudors Main Title Theme      | 1:33  |
| 2.          | Murder In Urbino                 | 2:07  |
| 3.          | Pleasured Distractions           | 1:39  |
| 4.          | Pathetic Fallacy                 | 2:33  |
| 5.          | Henry Meets Anne Boleyn          | 2:06  |
| 6.          | Cardinal Wolsey’s Secrets        | 0:56  |
| 7.          | An Historic Love                 | 3:01  |
| 8.          | More’s Love Of A King            | 0:48  |
| 9.          | Visions Of A Great Ruler         | 1:02  |
| 10.         | Fun And Games                    | 1:03  |
| 11.         | Jousting                         | 2:09  |
| 12.         | Mixed Messages From Anne         | 1:10  |
| 13.         | Whispers & Confessions           | 2:00  |
| 14.         | The Passion Of King Henry        | 1:55  |
| 15.         | Buckingham Plots For Murder      | 1:21  |
| 16.         | The War Room                     | 2:40  |
| 17.         | A Queen’s Loneliness             | 0:58  |
| 18.         | To Love A Country                | 1:22  |
| 19.         | The Sweating Sickness Arrives    | 2:02  |
| 20.         | Hallucinations                   | 1:25  |
| 21.         | A Country At Death’s Door        | 2:09  |
| 22.         | England Reborn                   | 1:33  |
| 23.         | Behold The Great King Of England | 2:50  |
| 24.         | Wolsey Arrested For Treason      | 1:47  |
| 25.         | Wolsey Commits Suicide/Finale    | 4:21  |
| Gesamtlänge | Gesamtlänge                      | 46:30 |

| Nr.         | Titel                                 | Länge |
| ----------- | ------------------------------------- | ----- |
| 1.          | The Tudors Main Title Theme           | 1:26  |
| 2.          | And So It Begins                      | 4:05  |
| 3.          | The Shape Of Things To Come           | 2:23  |
| 4.          | Poisoning The Soup                    | 1:35  |
| 5.          | Katherine Stripped Of Her Jewels      | 2:16  |
| 6.          | Suspicions Arising / Boiled Alive     | 1:19  |
| 7.          | Anne Made Marquess                    | 2:05  |
| 8.          | Plotting To Kill Anne Boleyn          | 1:03  |
| 9.          | Henry & Anne Conceive A Son           | 2:17  |
| 10.         | Anne’s Coronation                     | 1:06  |
| 11.         | Nothing On Earth Shall Spoil This Day | 2:52  |
| 12.         | Henry’s Changing Emotions             | 1:48  |
| 13.         | Cardinal Fisher’s Discovery           | 1:29  |
| 14.         | An Opportunity For Loyalty            | 1:52  |
| 15.         | More Refuses To Take The Oath         | 0:52  |
| 16.         | More Is Jailed                        | 1:25  |
| 17.         | Cardinal Fisher Is Executed           | 2:13  |
| 18.         | More Prays                            | 1:11  |
| 19.         | Thomas More Is Executed               | 3:09  |
| 20.         | Dreaming Of Killing Anne Boleyn       | 1:38  |
| 21.         | Anne’s Premonition                    | 2:01  |
| 22.         | Smeaton’s Sad Violin                  | 1:32  |
| 23.         | Farewell To A Queen / Katherine Dies  | 3:43  |
| 24.         | Henry Meets Jane Seymour              | 1:06  |
| 25.         | Henry Injured                         | 3:00  |
| 26.         | Cromwell’s Shifting Sands             | 1:53  |
| 27.         | Anne Miscarries Her Baby              | 2:43  |
| 28.         | A King Reborn                         | 1:21  |
| 29.         | The Investigation Of Anne Boleyn      | 3:02  |
| 30.         | Confessions & Arrests                 | 2:12  |
| 31.         | Smeaton Is Tortured                   | 0:40  |
| 32.         | These Bloody Days                     | 1:40  |
| 33.         | Anne Begs Henry                       | 1:05  |
| 34.         | Anne Is Arrested                      | 3:21  |
| 35.         | The Sword Of Calais                   | 1:28  |
| 36.         | Anne Dreams Of Her Childhood          | 1:51  |
| 37.         | Aren’t You The King Of England?       | 0:50  |
| 38.         | Anne’s Final Walk                     | 2:32  |
| 39.         | Henry Eats The Swan                   | 1:41  |
| 40.         | The Tudors End Credits                | 1:00  |
| Gesamtlänge | Gesamtlänge                           | 76:45 |

| Nr.         | Titel                                          | Länge |
| ----------- | ---------------------------------------------- | ----- |
| 1.          | Jane Seymour's Theme (Composer's Sketch)       | 2:12  |
| 2.          | The Tudors Main Titles                         | 1:34  |
| 3.          | Season 3 Recap                                 | 4:13  |
| 4.          | Henry Marries Jane Seymour                     | 1:13  |
| 5.          | The Pilgrimage Of Grace                        | 2:35  |
| 6.          | Lady Mary’s Decision                           | 0:42  |
| 7.          | Jane Washes Her Hair                           | 1:15  |
| 8.          | Cromwell Dispatches The Letter                 | 1:11  |
| 9.          | Quails Eggs                                    | 0:54  |
| 10.         | A New Parliament In York                       | 1:11  |
| 11.         | Christmas Tide                                 | 1:07  |
| 12.         | The Rebellion Stands Down                      | 1:44  |
| 13.         | The Death Of Robert Aske                       | 3:24  |
| 14.         | Elizabeth Arrives At Court                     | 1:52  |
| 15.         | A Howling Wilderness/The Death Of Jane Seymour | 2:44  |
| 16.         | Henry Talks To His Fool                        | 2:00  |
| 17.         | Brandon Sees Ghosts                            | 0:56  |
| 18.         | A Commitment To Change                         | 1:25  |
| 19.         | Grand Movements                                | 0:55  |
| 20.         | The Fool Criticizes Henry                      | 1:12  |
| 21.         | A Fight In Court                               | 2:18  |
| 22.         | Henry In Solitude                              | 1:57  |
| 23.         | For Thine Is The Kingdom, Power And The Glory  | 5:49  |
| 24.         | A Throne Fit For A Fool                        | 1:07  |
| 25.         | Meet Prince Edward                             | 1:31  |
| 26.         | A Vigil For Our Sick King                      | 3:17  |
| 27.         | Waldburg’s True Story                          | 1:54  |
| 28.         | Henry Suffers Another Incident                 | 1:05  |
| 29.         | Cromwell Visits Anne Of Cleves                 | 3:10  |
| 30.         | Cromwell Is Arrested                           | 1:09  |
| 31.         | Cromwell Is Led To His Death                   | 3:26  |
| 32.         | A New Temptation                               | 2:15  |
| Gesamtlänge | Gesamtlänge                                    | 63:16 |

| Nr.         | Titel                                  | Länge |
| ----------- | -------------------------------------- | ----- |
| 1.          | The Tudors Main Titles                 | 1:34  |
| 2.          | Dancing In The Rain                    | 1:31  |
| 3.          | An Emotionally Detached King           | 2:00  |
| 4.          | From Their Bellies Like Two Sparrows   | 1:13  |
| 5.          | Culpepper’s Secret Rendezvous          | 2:03  |
| 6.          | Yours As Long As Life Endures          | 1:40  |
| 7.          | A King’s Procession                    | 1:51  |
| 8.          | Katherine And Culpepper Have Sex       | 2:52  |
| 9.          | Dereham Tortured                       | 0:39  |
| 10.         | The Execution Ballet                   | 4:35  |
| 11.         | Henry Gets Drunk With Women            | 0:57  |
| 12.         | Praying For The Princ's Life           | 1:10  |
| 13.         | Henry Arrives In For War               | 2:57  |
| 14.         | Lighting The Fuse                      | 0:57  |
| 15.         | Boulogne Falls                         | 1:38  |
| 16.         | Brandon Loves Bridgette                | 1:15  |
| 17.         | Anne Askew Examined More Closely       | 2:53  |
| 18.         | Mary Told Of Chapuys Death             | 2:00  |
| 19.         | Surrey Plots For The Prince            | 1:08  |
| 20.         | Anne Askew Burned                      | 3:02  |
| 21.         | Henry Asks Parliament For Unity        | 2:01  |
| 22.         | Surrey Found Guilty                    | 3:11  |
| 23.         | Time Of Which We Have No Knowledge     | 0:48  |
| 24.         | I The Eighth Henry/Brandon Lux Aeterna | 4:05  |
| 25.         | Henry Says Goodbye To His Family       | 2:36  |
| 26.         | Henry Dreams Of Death                  | 1:33  |
| 27.         | It Is Well Done/The End Of A Dynasty   | 2:47  |
| Gesamtlänge | Gesamtlänge                            | 54:55 |

## Historische Abweichungen

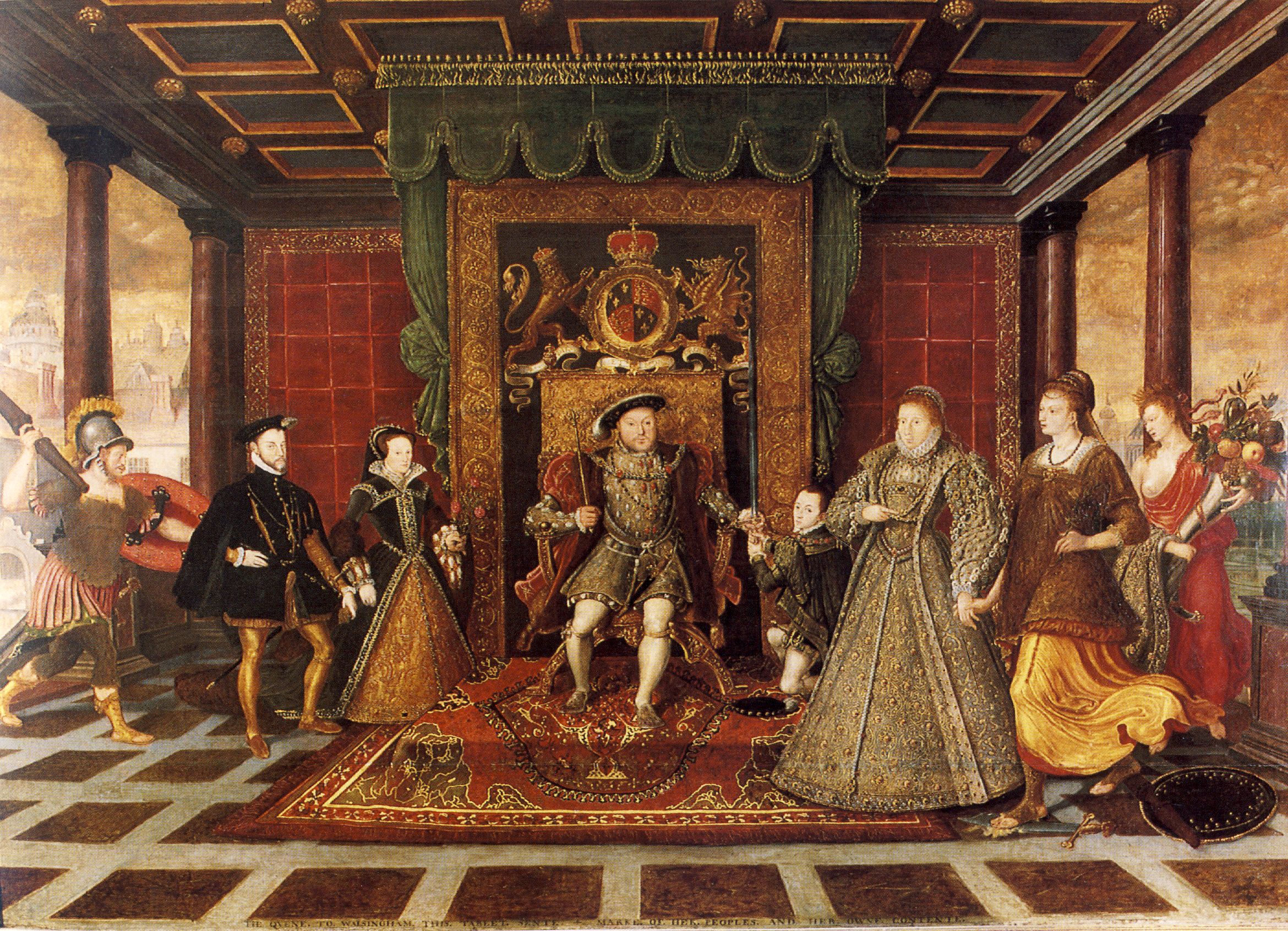
The Family of Henry VIII: An Allegory of the Tudor Succession (ca. 1572). Gemälde von Heinrich VIII., seinen drei Kindern und Philipp II. von Spanien in anachronistischer Darstellung und von mythologischen Figuren umrankt.

Wie für historische Dramen üblich, enthält die filmische Inszenierung fiktionale Elemente bezüglich der Namen einiger Charaktere, ihrer Beziehungen zueinander, ihrer körperlichen Erscheinung, ihrer sexuellen Vorlieben, ihres Alters und bezüglich der zeitlichen Abfolge einiger Ereignisse. In der Serie wird die Zeit verkürzt, sodass es den Anschein hat, dass Dinge zeitlich näher passierten, als sie es eigentlich taten.
Die Prinzessin Margaret der Serie, die anders als historisch überliefert Heinrichs einzige Schwester ist, heiratet den König von Portugal, der aber nur ein paar Tage lebt, bis er von ihr im Schlaf erstickt wird. Historisch überliefert ist dagegen, dass Margaret Tudor, eine der beiden Schwestern Heinrichs, eigentlich mit König Jakob IV. von Schottland verheiratet war und Großmutter von Maria, Königin von Schottland wurde.
Der Whitehall-Palast wird als das Zuhause von Heinrich VIII. von Anfang der Serie an gezeigt. Allerdings fiel der Palast erst nach der Absetzung von Kardinal Wolsey in Heinrichs Hände (1530). Bis dahin wurde er York Place genannt. Nonsuch Palace baute der König nicht in Trauer um seine verstorbene Frau Jane Seymour, sondern in Konkurrenz zu Franz I., der zu dieser Zeit an Schloss Chambord und Schloss Fontainebleau baute. Auch wurde der Palast, das teuerste und aufwändigste Bauprojekt Heinrichs VIII. zu seinen Lebzeiten nicht fertiggestellt. 
Kardinal Thomas Wolsey begeht in der Serie im Kerker in London Selbstmord. In Wirklichkeit aber erkrankte er auf einer Reise schwer und starb dadurch.
In der ersten Episode berichtete ein Bote am Hof, dass der Onkel von Heinrich VIII. in Italien von einem Franzosen ermordet worden ist; der echte Heinrich VIII. hatte keinen solchen Onkel.
Simon Fish, ein Propagandist der Reformation, starb nicht auf dem Scheiterhaufen, sondern an der Pest kurz vor seiner Hinrichtung.
Nicht Jane Seymour, sondern Catherine Parr sorgte für die Wiedereinsetzung der Töchter Heinrichs, Maria und Elizabeth, in die Thronfolge.
In einer der Episoden sieht man Heinrich VIII. mit Anne Boleyn beim Spaziergang im winterlichen Park. Die dort stehende Kopie der Venus von Milo wurde aber erst 1820 in Griechenland gefunden.
Der Petersdom mit der Kuppel nach Entwürfen Michelangelo Buonarottis (erst ab 1547 Baumeister in St. Peter), die in der Serie immer wieder eingeblendet werden, waren zu Lebzeiten Heinrichs VIII. noch nicht fertiggestellt. Die barocke Fassade sowie die Kuppel wurden erst zu Beginn des 17. Jahrhunderts eingeweiht (Fertigstellung der Kuppel durch Giacomo della Porta, 1602). 
Zu der Zeit von Heinrichs Tod war der Maler Hans Holbein der Jüngere († 29. November 1543 in London) bereits gestorben und konnte somit kein Porträt von dem dahinscheidenden Heinrich malen, wie in der Serie dargestellt. Außerdem war er bei dem König für seine ungenaue Zeichnung der Anna von Kleve in Ungnade gefallen und durfte nie wieder ein Mitglied der königlichen Familie porträtieren. Die Porträts in der Serie sind realen Gemälden nachempfunden, stellen die Charaktere der Serie aber realistisch dar.
Das Wappen am Hof von Kleve entspricht nicht dem der Vereinigten Herzogtümer Jülich-Kleve-Berg, sondern stellt das Wappen Preußens im 18. Jahrhundert dar. Auch hatte Anna von Kleve nicht nur eine, sondern zwei Schwestern. 
Die Absetzung Thomas Cromwells erfolgte nicht durch Betreiben von Charles Brandon, sondern durch Thomas Howard. Letzterer trat in der Serie aber nur in der ersten Staffel auf, die sich in der Handlung um die Erhebung der Boleyn-Familie und die Absetzung Kardinal Wolseys dreht. 
In der Serie stirbt der spanische Botschafter Eustace Chapuys kurze Zeit, nachdem er sein Amt am englischen Hof aufgegeben hat. Tatsächlich starb er 1556, also während der Regentschaft von Maria I., in der heute in Belgien liegenden Stadt Löwen.

## Auszeichnungen
2007 wurde die Serie mit zwei Emmys für Kostüme und Musik prämiert. 2008 erhielt Die Tudors zwei Golden-Globe-Nominierungen in den Kategorien Bester Serien-Hauptdarsteller – Drama (Jonathan Rhys Meyers) und Beste Serie – Drama, konnte sich aber jeweils nicht gegen die US-amerikanischen Serie Mad Men durchsetzen. Im selben Jahr wurde die Fernsehproduktion bei den irischen IFTA Awards siebenmal ausgezeichnet. Unter den siegreichen Darstellern waren Jonathan Rhys Meyers und die Nebendarsteller Maria Doyle Kennedy und Nick Dunning.